# 横南公路
横南公路（又称「县道581線」、「X581線」）是位於中國廣東省江门市和珠海市的一條公路，這條公路经过斗门和新会两地，起點為斗门莲洲横山，連接肇珠公路，終點為新会古井镇南朗，与茅向公路連接，全長11.138公里，全线双向单线行车。